# Война нового поколения

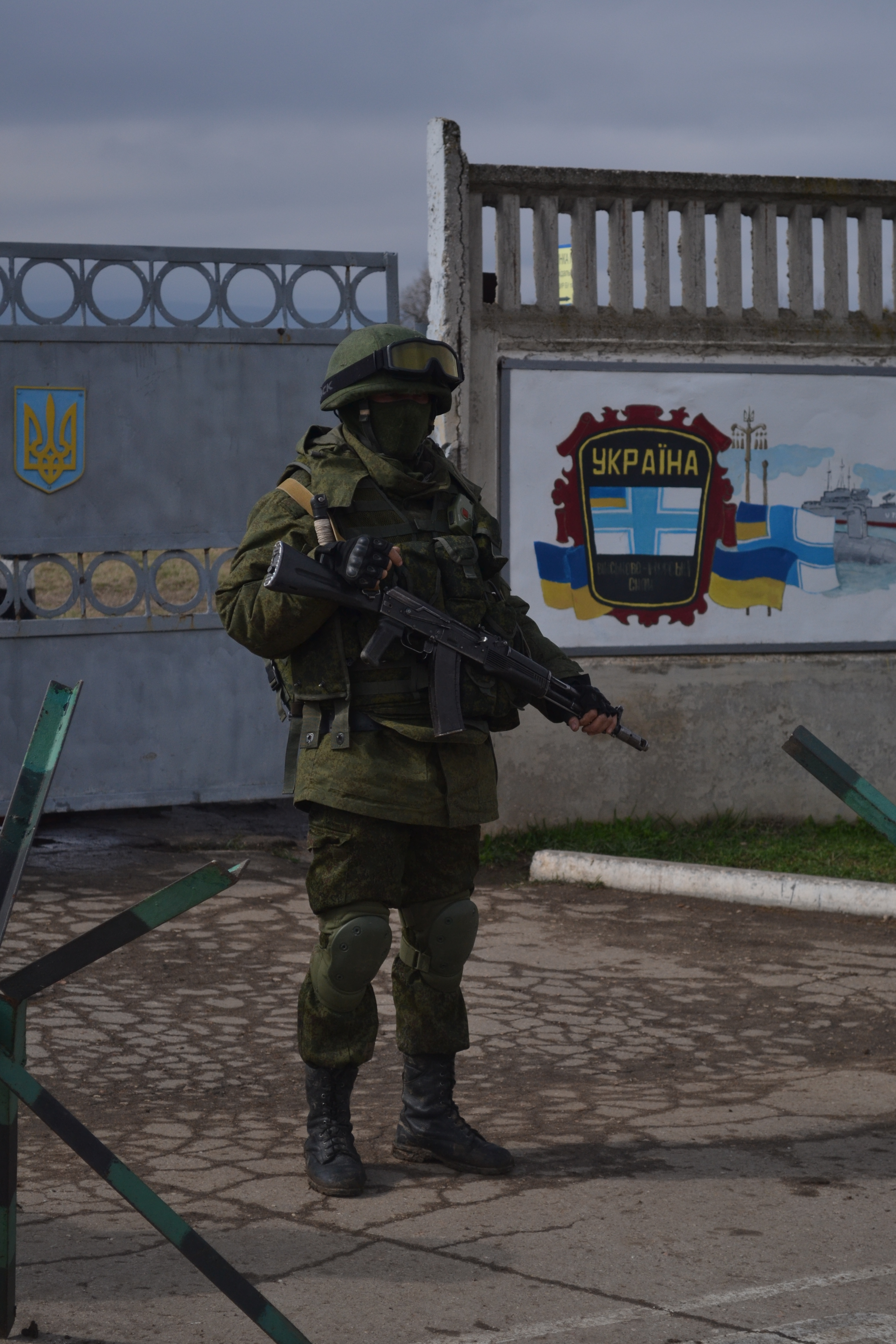
Военнослужащий без знаков различия в Перевальном во время аннексии Крыма Россией.

«Война нового поколения» (англ. New Generation Warfare) — новый подход к реализации концепции нетрадиционных боевых действий, связанный, по заключению англоязычных источников, с современными российскими военно-теоретическими наработками в области ведения войн XXI векa.
Зарубежные эксперты предполагают, что данная концепция воплощает в жизнь фундаментальные положения так называемой «доктрины Герасимова». Возникнув в противовес западной идее гибридной войны, она была успешно опробована в ходе противостояния с украинскими войсками во время аннексии Крыма. Однако в некоторых авторитетных публикациях было высказано мнение о том, что горячо обсуждаемая западными военными специалистами тема «войны нового поколения» является не более чем адаптацией традиционных российских военных представлений к сложившемуся в современном мире оперативному окружению, которое имеет свойство быстро эволюционировать под влиянием политических, технологических, экономических и информационных факторов.

## Первая демонстрация
Считается, что применение российскими вооружёнными силами отдельных элементов новой стратегии можно было увидеть в ходе войн на Кавказе (в Чечне и Грузии), однако во время украинского вооружённого конфликта она была значительно усовершенствована. Весной 2014 года аннексия Крыма Российской Федерацией продемонстрировала впечатляющие возможности российских вооружённых сил на уровне стратегических коммуникаций. Несмотря на наличие некоторого сходства с войной в Грузии 2008 года, было трудно не заметить существенную с ним разницу, которая показала оперативную реализованность в структуре управления российской армии новых руководящих принципов. Их успешность была подтверждена тем фактом, что в течение всего трёх недель моральное состояние украинских войск без единого выстрела было сломлено и все 190 военных объектов на территории Крыма капитулировали. Особо отмечается, что российским военным удалось избежать массового задействования бронетанковой техники с артиллерией, и в ходе всей операции самым тяжёлым транспортным средством был бронетранспортёр БТР-80.
При этом российский контингент состоял преимущественно из морской пехоты, воздушно-десантных войск и подразделений спецназа общей численностью менее 10 000 человек против 16 000 с украинской стороны. Проведённая операция продемонстрировала высокий уровень дисциплины российского военного персонала, наличие большого количества нового снаряжения, средств личной защиты и легкобронированной колёсной транспортной техники.

## Общие положения

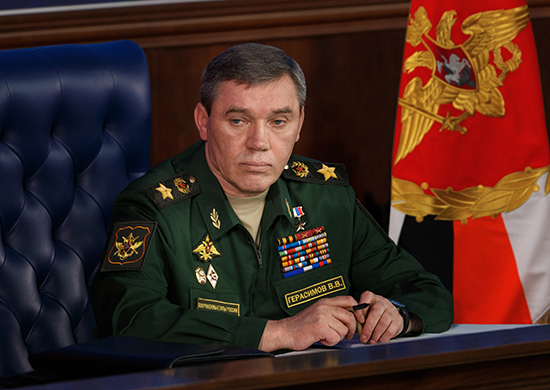
Генерал армии Валерий Герасимов.

По мнению исследователей из Национальной академии Вест-Пойнта, краеугольным камнем концепции «войны нового поколения» является широко цитируемaя формулировка, данная российским генералом Валерием Герасимовым в статье «Ценность науки в предвидении» из газеты «Военно-промышленный курьер»:
Войны уже не объявляются, а начавшись — идут не по привычному нам шаблону...Валерий Герасимов
Рассматривая работу Герасимова с разных сторон, американские аналитики отмечают то внимание, которое он уделяет невоенным аспектам любого международного противоборства: в рамках такого подхода задействование вооружённых сил становится всего лишь элементом обеспечения той сферы деятельности, в которой идёт работа невоенными средствами. Подчёркивается, что его концепция сознательно нацелена на эксплуатацию слабых мест американской бюрократической системы, таких как, например, длительный цикл принятия решений в ситуациях предконфликтного противостояния. По их мнению, это придаёт российским способностям дополнительную гибкость и ограничивает американские возможности на реагирование.
Основные положения концепции «войны нового поколения» основаны на советских наработках в области теории рефлексивного управления; их можно представить в виде совокупности пяти ключевых элементов:
- политическое давление — через агентов влияния, пропаганду, информационные операции, компрометирование местных властей и т. п.
- опосредованное влияние — через организацию кибератак, нарушения работы транспортной инфраструктуры, подготовку и вооружение повстанцев и т. п.
- военная интервенция — через демонстративное выдвижение своих войск к границам, организацию добровольческих общевойсковых формирований, объединение усилий повстанческих группировок с частями российской армии и т. п.
- принудительное сдерживание — через агрессивное патрулирование воздушных границ, переброску систем тактического ядерного оружия, манёвры войсками в масштабах театра военных действий или континента и т. п.
- договорные манипуляции — через жонглирование договорённостями о прекращении огня, внесение раздора в лагерь западных стран с помощью экономических рычагов и т. п.

С их помощью можно выделить восемь ключевых ступеней развития конфликта:
- первая фаза — невоенные методы асимметричного воздействия, основанные на информационных, психологических, дипломатических, идеологических и экономических мероприятиях, нацеленных на создание нужного военно-политического фона;
- вторая фаза — специальные операции по введению в заблуждение военно-политического руководства с помощью скоординированной работы по дипломатическим каналам, в области средств массовой информации и путём имитации утечек в общий доступ важных документов и данных;
- третья фаза — запугивание, обман, подкуп и вербовка правительственных и военных чиновников с целью помешать им выполнять их непосредственные служебные обязанности надлежащим образом;
- четвёртая фаза — пропаганда, нацеленная на дестабилизацию ситуации в среде гражданского населения и появление в ней военизированных подрывных элементов;
- пятая фаза — установление бесполётной зоны и блокирование атакованной страны, использование частных военных компаний в тесном взаимодействии с местными оппозиционными силами;
- шестая фаза — запуск военной активности, которой предшествует крупномасштабная разведывательная и диверсионно-подрывная кампания;
- седьмая фаза — комбинирование точечных информационных операций с устрашением через демонстрацию военно-воздушного превосходства, радиоэлектронной борьбой и использованием систем высокоточного оружия и оружия на новых физических принципах с различных платформ и носителей;
- восьмая фаза — подавление оставшихся очагов сопротивления и уничтожение остатков выживших группировок противника с помощью воздушных десантов, зачисток и комплексов дальнобойных ударных вооружений, которые действуют по наводке разведывательных подразделений спецназа.

По заключению западных специалистов, российская концепция «войны нового поколения» существенно отличается от западной теории гибридной войны тем, что она не пренебрегает низкоуровневыми средствами скрытого вмешательства, комбинируя их с влиянием на высоком уровне и вызывающей демонстрацией возможности непосредственного вступления в конфликт сверхдержавы. По мнению международного эксперта Ф. Карбера на страницах американского журнала ARMY Magazine, российское руководство разыгрывает этот сценарий с виртуозностью Страдивари.

## Выводы

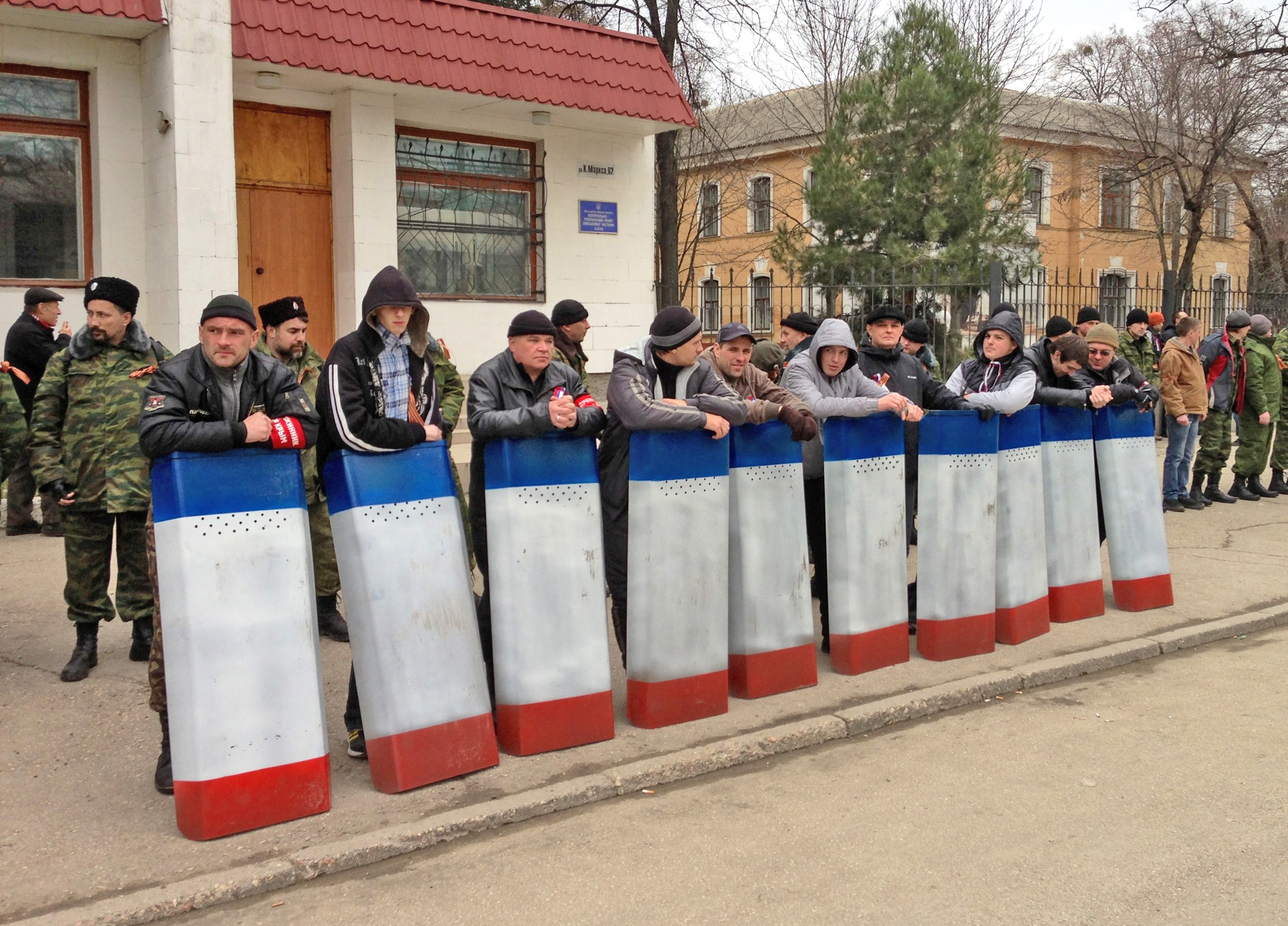
Крымская самооборона в Симферополе возле воинской части
(март 2014)

Полученная информация позволила сделать выводы, что руководящие принципы ведения военных действий российскими войсками подверглись тщательному пересмотру и были существенным образом изменены. Например, очевидно, что прямое влияние теперь предпочтительнее прямого разрушения, бесконтактный бой предпочтительнее непосредственного столкновения, подрыв противника изнутри предпочтительнее его уничтожения, культурная война предпочтительнее противостояния вооружений и технологий, информационно-психологический компонент войны предпочтительнее традиционного трёхмерного поля боя и т. д..
Особое внимание стоит уделить тому факту, что судя по всему, во время операции в Крыму российское военное командование сместило акцент в своих действиях на завоевание симпатий общества с помощью новых организационных наработок информационной войны, используя их для подавления морально-психологического состояния вражеского военного персонала и гражданского населения. В этих рамках вектор приложения основных усилий стал человекоцентричным, что соответствует третьему элементу троицы Клаузевица (обществу). Основным приоритетом таких действий стал отказ от использования жёсткой военной силы в пользу переубеждения личного состава противника и подталкивание его к активности, направленной против своего руководства и своей страны. Культивация подобных настроений в обществе, совмещённая с целым спектром мероприятий из инструментария «мягкой силы» (распространение пропаганды, подкуп местных властей, установление контактов с местными элитами и т. п.), позволила нужным образом трансформировать оперативную обстановку, и в результате местное население с восторгом встретило группировку вторжения, а украинская военная машина увязла в проблемах дезертирства и уклонения от призыва. При этом отмечается, что идея «влияния» стала краеугольным камнем всего оперативного планирования, и для её воплощения было пущено в ход всё: мастерская организация внутренних каналов связи, оперативные мероприятия по введению врага в заблуждение, психологические операции и хорошо продуманная система внешних связей. Российские специалисты продемонстрировали врождённое понимание разницы между тремя целевыми аудиториями: русскоговорящим большинством в Крыму, украинским правительством и международным сообществом. Несмотря на то, что в разгар аннексии Крыма все стороны активно использовали схожую риторику, опирающуюся на понятия «самоопределения», «самообороны» и «суверенитета», российская сторона оказалась единственной, которая смогла эффективным образом подкрепить свои слова конкретными делами.
В этом аспекте подчёркивается необходимость осознания стратегической значимости новой формы военных действий, которая не является военной операцией в её классическом смысле. Возникновение «войны нового поколения» размывает очевидные границы между военной и невоенной активностью, не давая возможности чётко определить или идентифицировать наличие самого факта враждебного влияния. Доктор Ф. Карбер, рассуждая о «войне нового поколения», заметил, что она предоставляет возможность по-новому взглянуть на то, что в недалёком будущем, вероятно, станет ареной боевых столкновений, а вооружённый конфликт на востоке Украины для данной концепции выступил в роли испытательного полигона.
В некоторых публикациях прозвучал призыв к западному руководству перенять способ мышления, связанный с концепцией «войны нового поколения». По этому поводу военный историк Л. Л. Тихерина из независимого аналитического центра Katehon скептически заметил, что российская военная элита опирается на интеллектуальный опыт, накопленный в течение нескольких столетий, а для российской военной культуры характерны терпеливость и точность, которые не так-то просто воспроизводить или имитировать простым наблюдением со стороны.